# Bombardier (filme)
Bombardier (Brasil: Bombardeio ) é um filme estadunidense de 1943, do gênero drama de guerra, dirigido por Richard Wallace e estrelado por Pat O'Brien e Randolph Scott.

## A produção
O filme esteve em pré-produção por três anos e em produção por três meses, devido sucessivamente aos acontecimentos de Pearl Harbor, ao alistamento nas Forças Armadas de diversos envolvidos e às rápidas mudanças da realidade militar. Quando foi lançado, transformou-se em imediato sucesso, tendo dado à RKO Radio Pictures um lucro líquido de $565,000, em valores da época.
Como a maioria dos filmes produzidos como propaganda de guerra, Bombardier parece envelhecido para as plateias contemporâneas, mas ainda podem ser apreciados seus efeitos especiais, que receberam uma indicação ao Oscar, e seu elenco, especialmente Eddie Albert na pele de Tom Hughes, piloto que terá uma morte pungente.
Este foi o primeiro trabalho de Robert Ryan no estúdio, mas não sua estreia no cinema, pois ele já aparecera em vários filmes da Paramount, desde 1940.

## Sinopse
Instrutores em escola de bombardeiros, o Major Chick Davis e o Capitão Buck Oliver divergem sobre métodos de ensino, enquanto disputam com os alunos as atenções da atraente Burt Hughes. A tragédia se instala quando Buck e sua equipe são capturados e torturados pelos japoneses. Um bombardeio a Tóquio é posto em prática, o que irá exigir o sacrifício de[vidas humanas.

## Premiações
| Prêmio | Categoria                  | Situação                    |
| ------ | -------------------------- | --------------------------- |
| Oscar  | Melhores efeitos especiais | Indicado[carece de fontes?] |

## Elenco
| Ator/Atriz      | Personagem            |
| --------------- | --------------------- |
| Pat O'Brien     | Major Chick Davis     |
| Randolph Scott  | Capitão Buck Oliver   |
| Anne Shirley    | Burt Hughes           |
| Eddie Albert    | Tom Hughes            |
| Walter Reed     | Jim Carter            |
| Robert Ryan     | Joe Connors           |
| Barton MacLane  | Sargento Archie Dixon |
| Leonard Strong  | Oficial japonês       |
| Richard Martin  | Chito Rafferty        |
| Russell Wade    | Paul Harris           |
| James Newill    | Capitão Rand          |
| John Miljan     | Capelão Charlie Craig |
| Charles Russell | Instrutor             |